# История Одри Хепбёрн
«История Одри Хепбёрн» (англ. The Audrey Hepburn Story) — телевизионный фильм режиссёра Стивена Робмана о судьбе Одри Хепбёрн. Снят в США в 2000 году. Съёмки проводились в Монреале, Канада, а премьера состоялась 27 марта 2000 года на канале ABC.

## Сюжет
Повествование начинается с тяжёлого детства в оккупированной немцами Голландии, уроков балета, потери отца. Всю свою жизнь мисс Хепбёрн искала отца и когда, наконец, они встретились, то оба поняли, что живут в абсолютно разных мирах. Но вместо отца актрису воспитала мать — баронесса Элла ван Хееместра, которой Одри была бескрайне благодарна. Жизнь сделала актрисе много подарков: она была помолвлена с будущим лордом Англии Джеймсом Хэнсоном, но помолвка была расторгнута из-за того, что Одри целиком погрузилась в работу. Её признали миллионы людей, она получила «Оскар» и стала музой одного из самых знаменитых кутюрье Юбера де Живанши. Вступила в брак с актёром Мелом Феррером. Но в жизни Одри Хепбёрн присутствовали и горести. Она страстно мечтала о детях, но многие её беременности заканчивались выкидышем. Всё равно Одри родила двух сыновей. Последние годы жизни мисс Хепбёрн посвятила благотворительности, за что была награждена золотым глобусом мира. Одри Хепбёрн скончалась 20 января 1993 года от рака.

## В ролях
- Дженнифер Лав Хьюитт — Одри Хепбёрн
- Фрэнсис Фишер — Элла ван Хееместра
- Кир Далли — Джозеф Хепбёрн
- Гэбриел Махт — Уильям Холден
- Питер Джайлс — Джеймс Хэнсон
- Эрик Маккормак — Мел Феррер
- Эмми Россум — молодая Одри Хепбёрн (в возрасте 12—16)

## Критика
Анна Мари Кокс, обозреватель Salon.com и TIME Magazine: «Дженнифер Лав Хьюитт не хватает шарма, изящества и магнетизма. Как в свете этого она сыграет Одри Хепбёрн?».